# فريتز فاخلر
فريتز واشتلر (19 أبريل 1945 7 يناير 1891) سياسي نازي ألماني وغاولايتر لولاية بافاريا شرق منطقة إدارية لجاو بايرويت. تدرب كمدرس في المرحلة الابتدائية، كما أصبح رئيسًا للرابطة الوطنية للمعلمين الاشتراكيين (NSLB) في عام 1935. خلال الحرب العالمية الثانية، شغل رتبة فخرية إس إس-أوبر غروبن فوهرر مفوض الدفاع عن بايرويت. تم إطلاق النار عليه بناء على أوامر من مقر الفوهرر بالقرب من نهاية الحرب في 19 أبريل 1945.

## حياة سابقة
ولد فريتز واتشلر في عام 1891 في تريبيس، في إمارة ريوس-غريز ( تورينغن الحالية)، وهو ابن صانع ساعات. بين عامي 1905 و 1911، حضر فايمار ليررسينمار، أكاديمية تدريب خاصة لمعلمي المدارس الابتدائية. بعد عامين من النشاط والخدمة العسكرية، أصبح في عام 1914 «متطوعًا لمدة عام واحد» ( (بالألمانية: Einjährigfreiwilliger)‏ على الجبهة خلال الحرب العالمية الأولى. بحلول عام 1915 تمت ترقيته إلى ملازم أول. خلال الحرب حصل على العديد من الجوائز. بعد الحرب، عمل مرة أخرى كمدرس في تورينغن.

## روابط خارجية
- فريتز فاخلر على موقع مونزينجر (الألمانية)